# Svenska Balettskolan, Göteborg
Svenska Balettskolan är en yrkesförberedande grundskoleutbildning i stadsdelen Backa i Göteborg med balett och annan dans på schemat. Skolan välkomnar elever från årskurs 4–9 oavsett hemkommun. Utbildningen ger behörighet till fortsatt gymnasieutbildning.
Skolan bedriver ofta publika aktiviteter såsom dansföreställningen och uppsökande verksamhet som en del i den sceniska och konstnärliga utbildningen samt för att rekrytera nya elever. Sedan 2017 leds skolan av rektor Johan Holmberg. Konstnärlig chef är Sebastian Michanek, som själv varit elev på skolan.

## Antagning
För att söka till grundskolan krävs inga särskilda förkunskaper, men ett lämplighetstest genomförs. Inför årskurs 7 måste eleverna uppfylla utbildningens lärandemål för årskurs 6, vilket bedöms av lärare, samt även klara ett färdighetsprov inom dans som bedöms av en internationell jury utsedd av Skolverket.

## Historia
Skolan grundades 1949 under namnet Stora Teaterns balettelevskola. Då med avsikt att utveckla teaterns balettensemble och försörja den med dansare.
Under 2019 firade skolan sitt 70-årsjubileum med bland annat en stor dansgala på GöteborgsOperan och boken Dansglädje, drömmar & disciplin: Svenska Balettskolan genom 70 år, 1949-2019.